# Baton Rouge
Baton Rouge (ejtsd: betön rúzs) Louisiana fővárosa. Lakosainak száma 229 493 fő, de "Greater Baton Rouge" metropolita körzet lakossága 790 000 főre tehető.[forrás?] New Orleans híre elhomályosítja ugyan ezt a fontos kikötővárost, ahol óceánjárók egészen idáig feljuthatnak a Mississippin.
A város Capitol épülete nem szokványos. A harminc emeletes felhőkarcoló 1932-ben épült. Itt nem csak az Egyesült Államok nagy márványbányáinak anyagát használták, hanem a világ összes részéről rendeltek márványlapokat és -tömböket. Két szoborcsoport szegélyezi a bejárati lépcsősort, amely Lorado Taft szobrászművész alkotása. A szoborcsoport egyik oldalon a pionírokat, a másik oldalon pedig a nemzeti hősöket ábrázolja. A bejárati csarnok freskói és domborművei Louisiana mezőgazdasági és ipari termékeit ábrázolják. A Memorial Hall padlózata csiszolt lávakő.
Az épületet gyönyörű park veszi körül. A parkban helyezkedik el az Old Arsenal Museum, amely a 17. században fegyverraktárul szolgált, ma azonban történelmi múzeum. A parkban van Huey P. Long louisianai kormányzó sírja is. Emléktábla jelzi azt a helyet, ahol Zachary Taylor, az Egyesült Államok 12. elnökének hajdani háza állt.
A park másik oldalán található egy jellegzetesen déli kastély, a kormányzói palota, amely nyitva áll a látogatók előtt.
Az 1847-ben épült törvényhozási épületet a polgárháború idején az Unió csapatai felgyújtották. Az épületet teljesen újjáépítették és 1932-ig itt üléseztek a helyi törvényhozó testületek. Ma az épület egy része képzőművészeti múzeum, s számos ideiglenes és állandó kiállításnak ad otthont.
1860-ban alapították Baton Rouge első felsőoktatási intézményét, a Louisiana State University-t.
Az egyetem épületében kapott helyet az antropológiai múzeum, mely gazdag indián emlékekkel büszkélkedhet. 900 év indián régészeti leleteit gyűjtötték itt össze.
Más nevezetes épületek még a Hill Memorial Library, melynek hatalmas könyvgyűjteményében megtalálható a Dél történelméről összegyűjtött könyvek, iratok, kéziratok, a Memorial Tower, ahol az Anglo-American Art Center egykori angol és amerikai lakóházak berendezését mutatja be.
|  |  |

## Éghajlat
| Hónap                         | Jan. | Feb. | Már. | Ápr. | Máj. | Jún. | Júl. | Aug. | Szep. | Okt. | Nov. | Dec. | Év   |
| ----------------------------- | ---- | ---- | ---- | ---- | ---- | ---- | ---- | ---- | ----- | ---- | ---- | ---- | ---- |
| Átlagos max. hőmérséklet (°C) | 15,5 | 17,7 | 21,6 | 25,1 | 28,9 | 31,8 | 32,6 | 32,7 | 30,7  | 26,5 | 21,1 | 17,1 | 25,1 |
| Átlagos min. hőmérséklet (°C) | 4,5  | 6,1  | 9,7  | 13,2 | 17,8 | 21,2 | 22,6 | 22,1 | 19,7  | 13,5 | 8,8  | 5,6  | 13,8 |
| Átl. csapadékmennyiség (mm)   | 157  | 130  | 129  | 141  | 136  | 135  | 151  | 149  | 123   | 97   | 121  | 134  | 1602 |
| Forrás: NCDC                  |      |      |      |      |      |      |      |      |       |      |      |      |      |